# Liron Cohen
Liron Cohen, née le 5 août 1982 à Jérusalem (Israël), est une joueuse professionnelle de basket-ball de nationalité israélienne.

## Biographie
En 2011-2012, avec Schio, elle compile en moyenne 10,2 points, 2,5 rebonds et 3,8 passes décisives en championnat et 8,8 points, 1,7 rebond et 4 passes décisives lors la Finale à huit de l'Euroligue. À l'été 2012, elle est sélectionnée en équipe nationale, mais Israël manque la qualification pour l'Euro 2013. Elle signe en septembre 2012 avec le club italien rival de Tarente. Après une saison en Italie à 9 points, 2 rebonds et 2,8 passes décisisives par rencontre, elle rejoint la Turquie pour 2013-2014 à Istanbul Universitesi.

## Clubs en carrière
| Saisons   | Équipe                 | Pays      |
| 2001-2001 | Maccabi Ra'anana       | Israël    |
| 2001-2004 | Elitzur Ramla          | Israël    |
| 2004-2005 | Ptolemaida             | Grèce     |
| 2005-207  | Electra Ramat Hasharon | Israël    |
| 2007-2008 | CB San José            | Espagne   |
| 2008-2009 | Košice                 | Slovaquie |
| 2009      | Beşiktaş JK            | Turquie   |
| 2009-2010 | Wisła Cracovie         | Pologne   |
| 2010-2012 | Famila Schio           | Italie    |
| 2012-2013 | Taranto Cras Basket    | Italie    |
| 2013-2014 | Istanbul Universitesi  | Turquie   |

## Distinctions personnelles
- MVP et Vainqueur de la Coupe d'Italie 2011